# 389293 Hasubick
389293 Hasubick este o planetă minoră (asteroid) din Outer Main Belt⁠(d). A fost descoperită pe 19 mai 2009 la  de Erwin Schwab⁠(d). 
Obiectul prezintă o orbită caracterizată de o semiaxă mare de 3,221809054638 UAi, o excentricitate de 0,25, o înclinație de 26,5 ° în raport cu ecliptica.